# الرباط المارديني
الرباط المارديني هو أحد الرباطات الإسلامية التاريخية الواقعة في الجهة الشمالية من المسجد الأقصى في مدينة القدس، ويعود تاريخ بنائه إلى العهد المملوكي، حيث شكّل جزءًا من منظومة الدفاع والمراقبة والسكن للمرابطين والعلماء وطلاب العلم.

## الموقع والتسمية
يقع الرباط المارديني عند الواجهة الشمالية الغربية من المسجد الأقصى، قريبًا من باب حطة، أحد بوابات المسجد. ويُنسب اسمه إلى مدينة ماردين الواقعة في جنوب تركيا الحالية، والتي جاء منها أحد قادة أو أعيان الدولة المملوكية الذين أقاموا أو أوقفوا الرباط في القدس.

## التاريخ والوظيفة
يعود إنشاء الرباط إلى فترة الدولة المملوكية في القرن السابع أو الثامن الهجري، وكان يُستخدم كمركز لإيواء الجنود المرابطين الذين كانوا يتناوبون على حماية المسجد الأقصى وأبوابه، ضمن سياسة تحصين المدينة وتوفير الدعم العسكري والديني فيها.
كما كان الرباط مكانًا لاستضافة الغرباء والزوار القادمين إلى القدس، إضافة إلى دوره في نشر العلم، حيث سكن فيه عدد من العلماء وطلبة العلم.

## العمارة والتصميم
يتميز الرباط المارديني بطراز معماري إسلامي تقليدي مملوكي، ويضم عدة غرف وقاعات موزعة حول ساحة مركزية صغيرة. وتظهر في بنائه عناصر من الحجر المنحوت، وبعض النوافذ المقوسة والأبواب الخشبية الثقيلة.

## الأوقاف والوظيفة الاجتماعية
كان الرباط جزءًا من منظومة الوقف الإسلامي في القدس، وقد استُخدم على مرّ العصور مركزًا لعدد من المهام الاجتماعية والدينية، مثل:
- استضافة المرابطين.
- إيواء الغرباء والفقراء.
- تدريس العلوم الدينية.
- حماية المسجد الأقصى وأبوابه.

وقد أشار عدد من المؤرخين، مثل مجير الدين الحنبلي، إلى دور الرباطات في التنظيم الاجتماعي في القدس ودورها في إحياء روح الجهاد والرباط.

## الحالة الحالية
اليوم، لم يتبقَّ من الرباط المارديني سوى أجزاء معمارية بسيطة، ويعاني كبقية الرباطات من الإهمال، نتيجة الاحتلال الإسرائيلي وسياساته بحق المقدسات الإسلامية. وتُطالب جهات فلسطينية ومؤسسات دينية بترميمه وإحيائه ضمن مشروع الحفاظ على الهوية الإسلامية للقدس.

## الرباطات في القدس
يشكّل الرباط المارديني جزءًا من شبكة من الرباطات التي أُنشئت في القدس، مثل:
- الرباط الزماني
- الرباط المنصوري
- الرباط الناصري

وقد كان لكل رباط وظيفة محددة، سواء عسكرية أو اجتماعية أو دينية، وكلها تُظهر أهمية المدينة ومكانتها في الوجدان الإسلامي.

## وصلات خارجية
- منصة قدس إنفو – الرباط المارديني
- وكالة وفا – الرباطات الإسلامية في القدس
- مجلة بيت المقدس – مقال أكاديمي